# Рододендрон
Рододендронът (Rhododendron) е най-големият род на семейство Пиренови.

## Описание
Рододендроните са храсти или малки дръвчета. На височина различните видове достигат от 10 – 150 см, до 3 – 4 метра, а един от видовете – Rhododendron giganteum достига до 30 метра височина. Почти всички са вечнозелени.

## Разпространение
Рододендрони се срещат в умерените пояси на Северното полукълбо и само като изключение в малки ареали от Южното полукълбо.
Естествено разпространен вид в България е Странджанска зеленика. Може да се види в Природен парк Странджа.

## Подродове
- Azaleastrum
- Choniastrum
- Hymenanthes
- Rhododendron
- Therorhodion

Бивши подродове
- Candidastrum
- Mumeazalea
- Pentanthera
- Tsutsusi

- Рододендрон